# Constance Ullner
Constance Maria Ullner, född 20 mars 1856 i Helsinge socken, död 13 januari 1926 i Helsingfors, var en finländsk förkämpe för djurskyddsidén. 

## Biografi
Ullner växte upp i ett förmöget hem på Königstedt i Helsinge, som familjen dock på grund av ekonomiska omständigheter måste lämna 1879. Hon förestod från 1888 ett postkontor i Helsingfors och var samtidigt en flitig skriftställare och föredragshållare både i Finland och utomlands. 
Hon grundade flera djurskyddsföreningar samt redigerade tidskrifterna Finlands Djurskydd (från 1893) och Den lilla djurvännen (från 1895). Hon utgav flera ströskrifter om djurskydd samt under pseudonymen Vanda novellsamlingarna Skuggbilder (1880) och Spillror (1885).